# Liste der Kulturdenkmäler in Himmighofen
In der Liste der Kulturdenkmäler in Himmighofen sind alle Kulturdenkmäler der rheinland-pfälzischen Ortsgemeinde Himmighofen aufgeführt. Grundlage ist die Denkmalliste des Landes Rheinland-Pfalz (Stand: 8. Dezember 2023).

## Einzeldenkmäler
| Bezeichnung         | Lage               | Baujahr         | Beschreibung | Bild |
| ------------------- | ------------------ | --------------- | --- | ---- |
| Evangelische Kirche | Kirchstraße 6 Lage | 1794            | spätbarocker Saalbau, 1794; Glasmalereifragmente, 16. und 17. Jahrhundert | BW   |
| Hofanlage           | Römerstraße 2 Lage | 18. Jahrhundert | Hofanlage; stattliches Fachwerkhaus, 18. Jahrhundert, Kniestock und Zwerchhaus um 1900; Fachwerkscheune, Zierverschieferung bezeichnet 1873; Gesamtanlage mit Wirtschaftsgebäuden und Hausgarten | BW   |